# لغز ميكانيكي

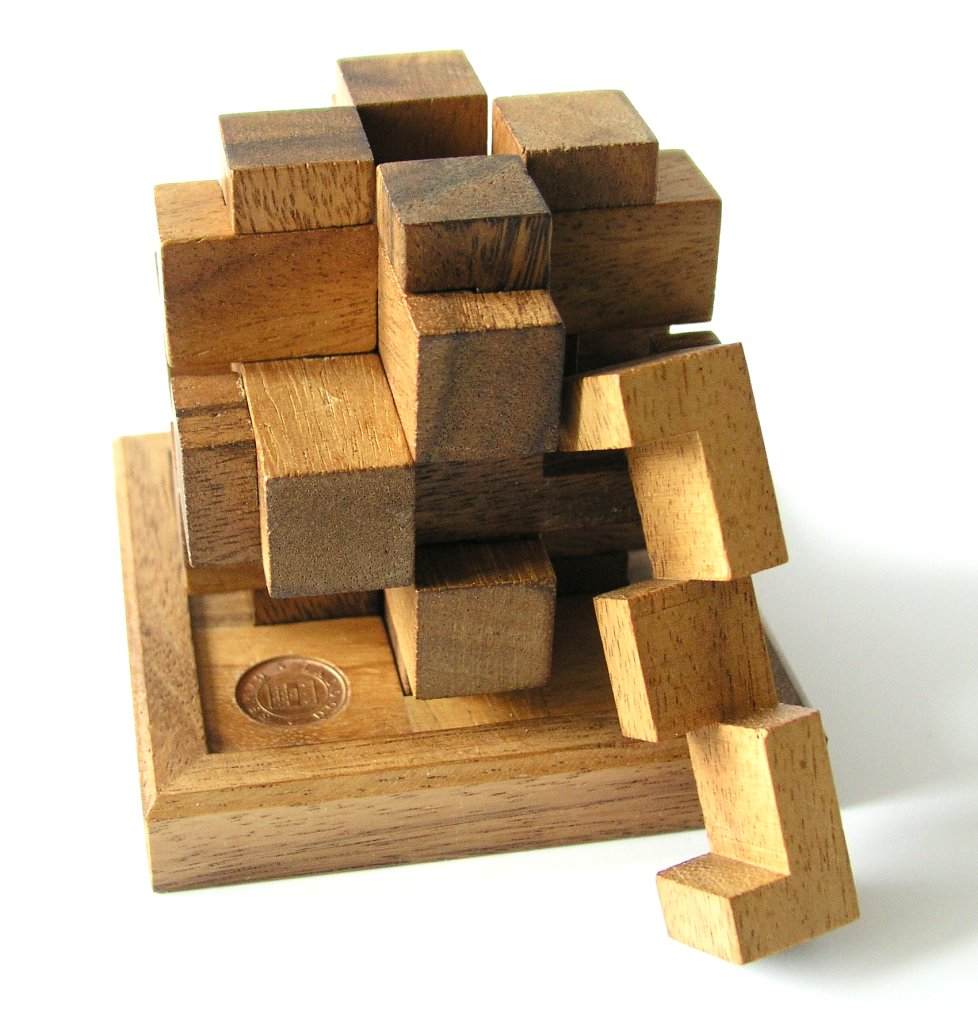
لغز من تصميم و. ألتيكروز

الألغاز الميكانيكية هي كل لغز يتضمن ربط ميكانيكي بين أجزاءها المختلفة.
يعود أصل أقدم لغز ميكانيكي معروف إلى اليونان في القرن الثالث الميلادي. وتتكون اللعبة من مربع منقسم إلى أربعة عشر جزءا، أما الهدف فهو تكوين أشكال مختلفة انطلاقا من تلك الأجزاء. كما أنه قد تم الإشارة عام 1742 في كتاب باليابان إلى لغز «سي-غو شونا شي نو-إتا» Sei-gon Shona Chie no-Ita. وفي حوالي السنة 1800م، أصبح ل «التانغرام»، لغز الصور المقطوعة، شعبية في الصين، ثم تعدتها في غضون 20 سنة لتشمل أوروبا وأمريكا. حتى أن شركة ريشتر "Richter" بمدينة رودولسدات الألمانية "Rudolstadt" قامت بإنتاج كميات كبيرة من ألعاب مماثلة ل«التانغرام»، ك«أحجار الأنكر» الشهيرة.
تمتعت الألغاز بالشعبية منذ أواخر القرن التاسع عشر وأوائل القرن العشرين. فسجلت أول براءة اختراع لغز خلال تلك المرحلة. وقام البروفسور «هوفمان» Hoffman بتأليف كتاب «جديد وقديم الألغاز» الذي تضمن أكثر من أربعين لغزا إضافة إلى وصف عدة آليات سرية. وقد أصبح هذا الكتاب مرجعا في الألغاز، إذ تم طبع عدة نسخ حديثة منه.
ومع اكتشاف مواد سهلة التشكيل، كالبلاستيك، اتسع نطاق إمكانيات الألغاز. فدون تطور البوليميرات polymers الحديثة، لم يكن بالإمكان إيصال لغز مكعب روبيك Rubik's Cube إلى ما هي عليه اليوم من شهرة عالمية.

## أنواع الألغاز الميكانيكية
تنقسم الألغاز الميكانيكية إلى:

تفكيك لغز بور

1. ألغاز جمع القطع: ثنائية الأبعاد (التنغرام وهي جمع قطع هندسية للحصول على شكل هندسي معين مثل ألغاز البنتومينو - الجكسو هي جمع أجزاء من صورة للحصول على الصورة الأصلية - المتناسق وهي جمع القطع في نسق معين مثل لغز اتيرنتي 2 وألغاز الدومينو) وثلاثية الأبعاد مثل مكعب سوما، وألغاز أعواد الثقاب.
2. ألغاز التفكيك والفتح: في هذا النوع من الألغاز يصمم اللغز على شكل علبة أو ما شابه ذلك والمطلوب تفكيك هذه العلبة أو اللغز أو فتحها مثل هذا النوع من الألغاز (العلب السحرية، الأقفال والمفاتيح السحرية، علب أعواد الثقاب السحرية، السكاكين السحرية).
3. ألغاز القطع المتداخلة: هذا النوع من الألغاز يشابه إلى حد كبير جمع القطع المذكور في الصنف الأول إلا أن القطع المجموعة تتداخل فيما بينها ومن هذه الألغاز (الأشكال الهندسية المتداخلة، تماثيل الحيوانات والجكسو ثلاثي الأبعاد)
4. الألغاز المعدنية والأسلاك: هذا النوع من الألغاز يشتمل على أجزاء صلبة وأسلاك أو خيوط والمطلوب إخراج قطعة معينة منها.
5. ألغاز القطع المنزلقة: ألغاز هذه المجموعة هي أجملها وأكثرها شيوعا والتي من ضمنها مكعب روبيك الشهير وتتضمن هذه المجموعة:
  1. رفع أو وضع الأحجار ضمن نسق معين.
  2. تحريك الأحجار ضمن نسق معين بالقفز وهذه الألغاز لها ترتيب معين في البداية والمطلوب وضعه في ترتيب آخر في نهاية الحل مثل ألغاز النقود وألغاز عبور النهر وبرج هانوي
  3. ألغاز القطع المنزلقة (الشرائح) الثنائية والثلاثية الأبعاد. تتميز هذه الألغاز بوجود مربع فارغ لتحريك القطع المنزلقة. مثل لغز 15
  4. ألغاز تدوير القطع. تختلف هذا النوع من الألغاز عن ألغاز الشرائح بعدم وجود فراغ (مربع فارغ) بين قطعها المختلفة مثل مكعب روبيك.وتنقسم هذه المجموعة إلى (ذات المحورين وذات الأربع محاور وذات الستة محاور وذات الثمانية محاور وذات الإثني عشر محورا والمربوط التي يشابه الأنواع الآنفة الذكر بخلاف بسيط وهي إن بعض قطعه مرتبطة ببعضها).
  5. المتاهات: يمكن اعتبار المتاهة لغزا ميكانيكيا حيث انه يتطلب تحريك قطعة ضمن مسار محدد لهدف أو لمكان معين
6. ألغاز المهارة: ألغاز هذه المجموعة تتطلب بعض المهارة لحله مثل الغاز الكرة والكأس وألغاز الدوران والمتاهة.
7. ألغاز الأوعية: في هذا النوع من الألغاز تصمم بعض الأوعية بشكل خاص والمطلوب ملئه أو إفراغه أو الشرب منه من دون أن ينسكب قطرة منه.
8. ألغاز الاختفاء: المطلوب في هذا النوع من الألغاز تفسير اختفاء شيء معين وخير مثال على هذا النوع من الألغاز هو لغز (خارج الكرة الأرضية).
9. المطويات: المطلوب في هذا النوع من الألغاز طي ورقة أو عدة أوراق بطريقة معينة للحصول على شكل معين مثل لغز الخنازير الخمسة.
10. الألغاز المستحيلة: المطلوب في هذا النوع من الألغاز تفسير بعض الحالات التي يبدو فيها الشكل أو المجسم مستحيلا مثل لغز السهم الذي يخترق القنينة.

لا تعتبر ألعاب الفيديو التي تحتوي على واقع افتراضي للألغاز الميكانيكية لغزا ميكانيكيا.